# スウィントン伯爵
スウィントン伯爵 (スウィントンはくしゃく) は英国の伯爵、貴族。連合王国貴族爵位。保守党の政治家フィリップ・カンリフ＝リスターが1955年に叙位されたことに始まる。

## 歴史
フィリップ・ロイド＝グレアム(1884 - 1972)は保守党の政治家で、植民地大臣や航空大臣、ランカスター公領担当大臣などの閣僚職を歴任した人物である。彼は1935年にヨーク州マサムのスウィントン子爵 (Viscount Swinton, of Masham in the County of York)に叙されたのち、公職引退後の1955年にスウィントン伯爵(Earl of Swinton)およびヨーク州エリントンのマサム男爵(Baron Masham, of Ellington in the County of York)を授けられた。なお、初代伯は結婚に伴う所領相続を機に、妻メアリーの実家の姓『カンリフ＝リスター(Cunliffe-Lister)』に改姓している。

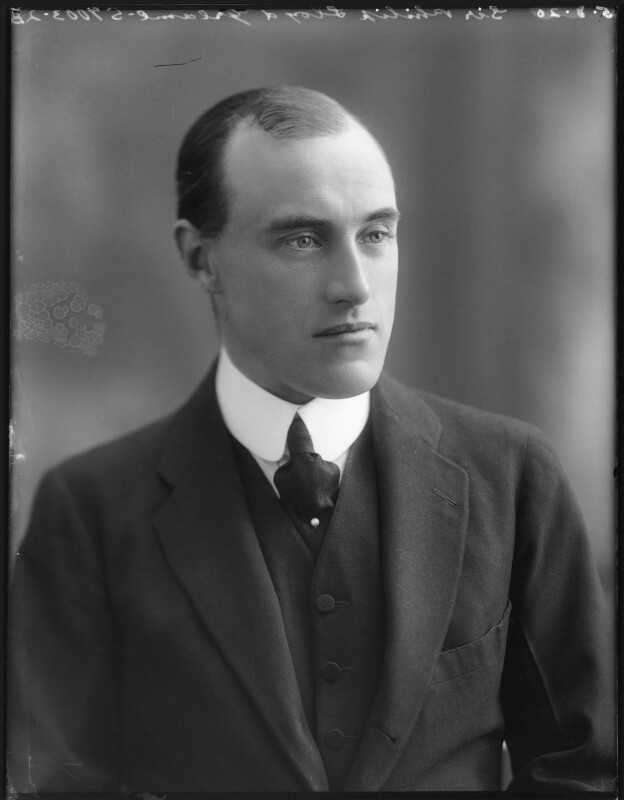

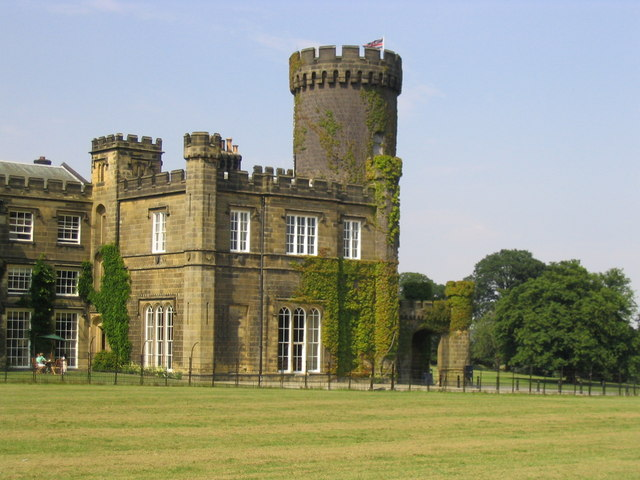
伯爵家の旧邸宅スウィントン・パーク。

初代伯の息子ジョン(1913-1943)は第二次世界大戦で戦死していたため、孫デイヴィッドが伯爵位を継承した。
2代伯デイヴィッド(1937-2006)は国王親衛隊長を務めた貴族院議員だった。彼には子がおらず、爵位は弟ニコラス(1939-2021)が相続した。
ニコラスの息子マーク(1970-)がスウィントン伯爵家現当主である。

一族の邸宅はノース・ヨークシャー、マサム近郊のダイクスヒル・ハウス(Dykes Hill House)。かつての邸宅には、同地に位置するスウィントン・パークがあった。

## 現当主の保有爵位
現当主である第4代スウィントン伯爵マーク・ウィリアム・フィリップ・カンリフ＝リスターは以下の爵位を有する。
- 第4代スウィントン伯爵(3rd Earl of Swinton)
(1955年5月5日の勅許状による連合王国貴族爵位)
- 第4代ヨーク州マサムのスウィントン子爵(3rd Viscount Swinton of Masham in the County of York)
(1935年11月29日の勅許状による連合王国貴族爵位)
- 第4代ヨーク州エリントンのマサム男爵(3rd Baron Masham of Ellington in the County of York)
(1955年5月5日の勅許状による連合王国貴族爵位)

## スウィントン伯爵（1955年）
- 初代スウィントン伯爵フィリップ・カンリフ=リスター（英語版） (1884 - 1972)
  - ジョン・ヤーバラ・カンリフ=リスター(1913- †1943)
- 第2代スウィントン伯爵デイヴィッド・ヨーバラ・カンリフ=リスター（英語版） (1937 - 2006)
- 第3代スウィントン伯爵ニコラス・ジョン・カンリフ=リスター（英語版） (1939 - 2021)
- 第4代スウィントン伯爵マーク・ウィリアム・フィリップ・カンリフ＝リスター (1970 -)

爵位の法定推定相続人は、現当主の子であるマサム男爵(儀礼称号)ウィリアム・エドワード・カンリフ＝リスター (2004 -)。